# Gerolamo Mascambruno
Gerolamo Mascambruno (1597–1643) foi um prelado católico romano que serviu como bispo de Isernia (1642–1643).

## Biografia
Gerolamo Mascambruno nasceu em 1597 em Benevento, na Itália, e foi ordenado sacerdote a 29 de junho de 1642. No dia 11 de agosto de 1642, foi nomeado durante o papado de Urbano VIII como Bispo de Isernia. A 24 de agosto de 1642, foi consagrado bispo por Vincenzo Maculani, arcebispo de Benevento, com Alessandro Filonardi, bispo de Aquino, e Maurizio Solaro di Moretta, bispo de Mondovi, servindo como co-consagradores. Serviu como Bispo de Isernia até à sua morte em maio de 1643.